# Alexander von Middendorff

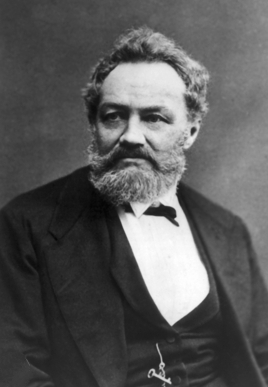
Alexander von Middendorff

Alexander Theodor von Middendorff (Russisch: Александр Фёдорович Миддендорф, Aleksandr Fjodorovitsj Middendorf) (Sint-Petersburg, 18 augustus 1815 – Hellenurme, 24 januari 1894) was een Baltisch-Duitse zoöloog en hoogleraar.
Middendorff werd geboren in Sint-Petersburg, waar hij zijn eerste opleiding kreeg. Hij studeerde medicijnen aan de universiteit van Tartu, waar hij in 1837 afstudeerde. Daarna studeerde hij nog verder in Berlijn, Erlangen, Wenen en Wrocław. In 1839 werd hij Assistent Professor Zoölogie aan de universiteit van Kiev. Kort daarna nam hij deel aan Karl Ernst von Baers expeditie naar het schiereiland Kola.
Van 1843 tot 1845 reisde hij, in opdracht van de Academie van Wetenschappen van Sint-Petersburg, naar het schiereiland Tajmyr en langs de Zee van Ochotsk, waarna hij de vallei van de benedenloop van de Amoer bereikte, in die tijd nog Chinees grondgebied. Hij publiceerde zijn bevindingen in Reise in den äußersten Norden und Osten Sibiriens (Reizen in het uiterste noorden en oosten van Siberië) in het Duits (1848-75), waarin een verhandeling over de effecten van de permafrost op de verspreiding van dieren en planten. Hij schreef ook Die Isepiptesen Russlands (1855), een verhandeling over de vogeltrek in Rusland, en een monogram over mollusken (weekdieren), Beitrage zu einer Malazoologica Rossica (1848-9), waarin hij voor het eerst de term radula introduceerde.
In 1870 bezocht hij de Barabasteppe en in 1878 de Vallei van Fergana. 
Hij stierf in Hellenurme, in de provincie Valgamaa in Estland.
Kaap Middendorff (Nova Zembla), de Kodiakbeer (Ursus arctos middendorffi), en de Baai van Middendorff (schiereiland Tajmyr) zijn naar hem vernoemd. 
- Bibliothèque nationale de France: cb13088626h (data)
- Author citation (botany): Middend.
- Gemeinsame Normdatei: 119211963
- International Standard Name Identifier: 0000 0001 0873 1842
- Library of Congress Control Number: n94072176
- Nationale Bibliotheek van Letland: 000304796
- Nationale Bibliotheek van Tsjechië: nlk20010098884
- Nationale Bibliotheek van Israël: 987007305076805171
- Nederlandse Thesaurus van Auteursnamen: 258167432
- LIBRIS: 244438
- Système universitaire de documentation: 079442579
- Museum of New Zealand Te Papa Tongarewa: 36009
- Trove: 1479952
- Virtual International Authority File: 15574986
- WorldCat: E39PBJdrH4W9My6JY7PGKgJMT3